# آنتونی سارسیویچ
آنتونی سارسیویچ (انگلیسی: Antoni Sarcevic؛ زادهٔ ۱۳ مارس ۱۹۹۲) بازیکن فوتبال اهل بریتانیا است.
از باشگاه‌هایی که در آن بازی کرده‌است می‌توان به باشگاه فوتبال فلیتوود، باشگاه فوتبال کرو آلکساندرا، باشگاه فوتبال چستر، و باشگاه فوتبال منچستر سیتی اشاره کرد.
وی همچنین در تیم ملی فوتبال England C بازی کرده‌است.